# نیژنیایا یاتوا
نیژنیایا یاتوا (انگلیسی: Nizhnyaya Yatva) یک شهرک در شهرستان بلورتسکی باشقیرستان کشور روسیه است.